# مسامرةالاخبار
مسامرةالاخبار  کتابی است در تاریخ سلجوقیان روم.
مسامرةالاخبار تألیف کریم‌الدین محمود بن محمد معروف به آقسرایی است که در ۷۲۳ پایان یافته و مکمل تاریخ ابن بی‌بی است. آقسرایی از دیوانیان دستگاه سلجوقی در اواخر قرن هفتم بوده و کتاب خود را بر چهار اصل بنا نهاده است. اصل اول و دوم تاریخ عمومی اسلام تا دورهٔ سلجوقیان به اختصار از منابع دیگر نقل گردیده است. قسمت اصیل کتاب دو اصل آخر کتاب مخصوصاً اصل چهارم است که مؤلف در آن بیشتر مشهودات خود را نوشته و از نظر تاریخ سلجوقیان روم و استیلای ایلخانان مغول بر آن دیار منبع گرانبهایی است. مسامرةالاخبار به تصحیح و حواشی عثمان توران در سال ۱۹۴۳ در آنکارا به چاپ رسیده است. 